# Портрет Александра Ивановича Альбрехта
«Портрет Александра Ивановича Альбрехта» — картина Джорджа Доу и его мастерской из Военной галереи Зимнего дворца.
Картина представляет собой погрудный портрет генерал-майора Александра Ивановича Альбрехта из состава Военной галереи Зимнего дворца.
Во время Отечественной войны 1812 года Альбрехт был полковником лейб-гвардии Драгунского полка, в корпусе П. Х. Витгенштейна командовал Сводным кавалерийским полком, был в боях под Полоцком, при Чашниках и Смолянах. Во время Заграничных походов участвовал в боях в Пруссии и Франции, был ранен, за отличие в сражении при Фер-Шампенуазе был произведён в генерал-майоры.
Изображён в генеральском мундире, введённом для кавалерийских генералов 6 апреля 1814 года. Слева находится звезда ордена Св. Анны 1-й степени; по борту мундира кресты орденов прусского Пур ле мерит, Св. Владимира 2-й степени и польского Св. Станислава; справа на груди крест ордена Св. Георгия 4-й степени, серебряная медаль «В память Отечественной войны 1812 года» на Андреевской ленте, кресты австрийского ордена Леопольда 3-й степени и баварского Военного ордена Максимилиана Иосифа 3-й степени, а также звезда ордена Св. Владимира 2-й степени. С тыльной стороны картины надпись: Albrecht. Подпись на раме: А. И. Альбрехтъ, Генерал Маiоръ.
7 августа 1820 года Комитетом Главного штаба по аттестации Альбрехт был включён в список «генералов, которых служба не принадлежит до рассмотрения Комитета» и 27 января 1822 года император Александр I повелел написать портрет. Гонорар Доу был выплачен 31 июля и 27 ноября 1823 года, однако на Эрмитажном портрете имеется орден Св. Владимира 2-й степени, которым Альбрехт был награждён лишь 2 июня 1825 года. Сам Альбрехт по окончании Наполеоновских войн проходил службу в Варшаве, и в Санкт-Петербурге бывал лишь краткосрочными наездами. А. А. Подмазо высказал предположение, что первоначально Доу написал портрет Альбрехта во время его приезда в Санкт-Петербург в конце сентября 1822 года, и на нём Альбрехт изображён без Владимирской звезды; современное местонахождение этого портрета неизвестно. Портрет для Военной галереи был написан с натуры во время приезда Альбрехта в столицу в июле 1825 года и 7 сентября готовая работа была сдана в Эрмитаж.
В 1840 годы в мастерской Карла Края по рисунку И. А. Клюквина с портрета была сделана литография, опубликованная в книге «Император Александр I и его сподвижники» и впоследствии неоднократно репродуцированная.